# Blessed & Possessed
Blessed & Possessed es el sexto álbum de estudio de la banda alemana de power metal, llamada Powerwolf. Fue lanzada el 17 de julio de 2015.
Listado de pistas

## Edición normal
| No. | Nombre de la pista    | Duración |
| --- | --------------------- | -------- |
| 1.  | "Blessed & Possessed" | 4:42     |
| 2.  | "Dead Until Dark"     | 3:49     |
| 3.  | "Army of the Night"   | 3:21     |
| 4.  | "Armata Strigoi"      | 3:59     |
| 5.  | "We Are the Wild"     | 3:41     |
| 6.  | "Higher Than Heaven"  | 3:30     |
| 7.  | "Christ & Combat"     | 3:39     |
| 8.  | "Sanctus Dominus"     | 3:22     |
| 9.  | "Sacramental Sister"  | 4:36     |
| 10. | "All You Can Bleed"   | 3:44     |
| 11. | "Let There Be Night"  | 7:19     |

Total duración:
45:42

## Edición de lujo (Metallum Nostrum)
| No. | Nombre de la pista                         | Duración |
| --- | ------------------------------------------ | -------- |
| 1.  | "Touch of Evil" (Judas Priest cover)       | 5:40     |
| 2.  | "Conquistadores" (Running Wild cover)      | 4:45     |
| 3.  | "Edge of Thorns" (Savatage cover)          | 6:00     |
| 4.  | "Power and Glory" (Chroming Rose cover)    | 4:54     |
| 5.  | "Out in the Fields" (Gary Moore cover)     | 4:16     |
| 6.  | "Shot in the Dark" (Ozzy Osbourne cover)   | 4:11     |
| 7.  | "Gods of War Arise" (Amon Amarth cover)    | 5:53     |
| 8.  | "The Evil That Men Do" (Iron Maiden cover) | 4:31     |
| 9.  | "Headless Cross" (Black Sabbath cover)     | 6:09     |
| 10. | "Night Crawler" (Judas Priest cover)       | 5:42     |

Total duración:
52:01
- Datos: Q19873571